# Oscarsleden
Oscarsleden är en 2 kilometer lång planskild fyrfältsväg genom Kungsladugård och Majorna i Göteborg, som stod klar 1974. Vägen är inte klassificerad som motorväg, men den saknar korsningar i plan och har tillräcklig standard för det. Namnet på leden är taget från Oskarsgatan, som delvis hade samma sträckning.
Leden har sin början vid Röda stensmotet/Kungsstensmotet. Den ansluter där till Västerleden, Högsboleden och Älvsborgsbron. Ledens första sträcka, fram till Fiskhamnsmotet, kallas Oscarsleden och har det formella numret E45.01 hos Trafikverket, men skyltas inte med det numret. Den återstående sträckan, mellan Fiskhamnsmotet och Götatunnelns mynning, är en del av väg E45 och betecknas Oscarsleden eller Götaleden. E45 börjar i Sverige vid Stena Lines färjeläge nära Fiskhamnsmotet, där färjorna från Frederikshavn lägger till.
Oscarsleden ingick ursprungligen i södra hamnleden, mellan Älvsborgsbron och Tingstadstunneln. Den byggdes med fyra körfält och tre planskilda korsningar: Jægerdorffssmotet, Kustmotet och Fiskhamnsmotet. I arbetena ingick också ombyggnader i angränsande gatunät: Karl Johansgatan breddades på sträckan Slottsskogsgatan–Kustgatan och fick fyra körfält och spårvägen fick egen banvall. Majnabbegatan och Fiskhamnsgatan rustades upp till en högre standard och sammanbyggdes.